# Criterion Collection
Criterion Collection er en samling af DVD'er og Blu-Ray'er redigeret af Criterion, der har til formål at udgive klassiske film, nyeste film eller mere sjældene, med særlig vægt på amerikanske, franske, japanske og italienske film, efter at være blevet restaureret og remastered, få fastgjort ekstra materiale (som behind-the-scenes) og andre ting. Den omfatter nu over 500 titler og filmene markedsføres kun i USA og Canada.
Criterion Collection blev grundlagt i 1984 af Robert Stein, Aleen Stein (gift med Robert) og Roger Smith. I 1985 grundlagde Stein, William Becker og Jonathan B. Turell Voyager Company. Voyager var et hus, hvor der blev udviklet cd-rom multimedier. Mellem 1993 og 2000 udgav cd-rom'en lærerigt materiale. I løbet af denne tid, blev Criterion til en opdeling af Voyager. I marts 1994 købte Verlagsgruppe Georg von Holtzbrinck GmbH 20% af Voyager for 6.7 millioner dollars. Dets hovedsæde ligger i New York. Dens omsætning i 2007 var 6,1 mio.